# Heath Creek (Tenmile Creek)
Der Heath Creek ist ein Fluss in DeSoto, Dallas County im US-Bundesstaat Texas. Er entspringt einem Brachgelände am Kensington Drive. Von hier aus fließt er in ostnordöstliche Richtung, wo er nach etwa 3,3 Kilometer in den Tenmile Creek mündet. Sein Einzugsgebiet umfasst 10,23 km². Nebenflüsse sind die Namenlosen 3A21 und 3A15.